# Лісеберг (станція)
57°41′54″ пн. ш. 11°59′42″ сх. д. / 57.69833333° пн. ш. 11.995° сх. д.
Лісеберг (швед. Lisebergs station) — залізнична станція в Гетеборзі, Вестра-Геталанд, Швеція. 
Станція знаходиться на Västkustbanan біля парку розваг Лісеберг.
Станція була відкрита в 1993 році.
 
Місцеві потяги до Кунгсбака і Буроса зупиняються на станції.
Розташована у тунелі приблизно за 300 м від головного входу в парк розваг. 
Доступ до платформ з землі здійснюється за допомогою ліфтів і ескалаторів. 
Має 2 берегові платформи, типу горизонтальний ліфт.
Виставковий центр Svenska Mässan і торговий центр Focushuset також знаходяться в межах пішої досяжності від станції. 
Найближчими зупинками для місцевого транспорту є трамвайна зупинка Лісеберг за 200 м на захід і Корсвеген, за 500 м на захід.
.
Очікується, що доступ до станції буде закрито у 2026 році, коли буде відкрито Västlänken. 
Тоді залізнична станція Лісеберг стане станцією-привидом, де потяги проходять, але не зупиняються. 